# Károly Ferencz
Károly Ferencz (ur. 14 października 1913 w Budapeszcie, zm. 14 czerwca 1984 tamże) – węgierski zapaśnik. Medalista Letnich Igrzysk Olimpijskich z Londynu (1948).
Piąty na mistrzostwach Europy w 1933 roku.

## Letnie Igrzyska Olimpijskie 1948 w Londynie
| Konkurencja               | Runda eliminacyjna   | Runda eliminacyjna           | Runda eliminacyjna     | Runda eliminacyjna        | Półfinały            | Finał (o trzecie miejsce) | Klas. końcowa |
| Konkurencja               | Przeciwnik I         | Przeciwnik II                | Przeciwnik III         | Przeciwnik IV             | Półfinały            | Finał (o trzecie miejsce) | Miejsce       |
| ------------------------- | -------------------- | ---------------------------- | ---------------------- | ------------------------- | -------------------- | ------------------------- | ------------- |
| -66 kg w stylu klasycznym | Aage Eriksen (NOR) W | Muhammad Ahmad Usman (EGY) W | Giacomo Gesino (ITA) W | Johannes Munnikes (NLD) W | Gustav Freij (SWE) L | Charif Damage (LBN) W     | 3.            |